# ماریا کراوفورد
ماریا لوئیزا (ویچا) کراوفورد یک زمین‌شناس و سنگ‌شناس آمریکایی بود. او در ۱۸ ژوئیه ۱۹۳۹ در بورلی، ماساچوست متولد شد و در ۴ نوامبر ۲۰۲۳ در هاورفورد، پنسیلوانیا درگذشت.
در سال ۱۹۶۰، کراوفورد مدرک کارشناسی هنر خود را در رشته زمین‌شناسی از کالج برین ماور در پنسیلوانیا دریافت کرد. پنج سال بعد، او مدرک دکترای خود را از دانشگاه کالیفرنیا، برکلی دریافت کرد، جایی که با همسرش، ویلیام کراوفورد، آشنا شد.
پس از فارغ‌التحصیلی، کراوفورد در دپارتمان زمین‌شناسی کالج برین ماور مشغول به کار شد. در طول دوران حرفه‌ای خود، او علایق گسترده‌ای داشت و به عنوان یکی از اولین دانشمندانی شناخته می‌شود که از میکروپروب الکترونی برای مطالعه سنگ‌های دگرگونی استفاده کرد. کراوفورد همچنین به سنگ‌شناسی ماه و ژئوشیمی علاقه‌مند بود. در این زمینه، او به مطالعه تبلور گدازه‌هایی پرداخت که به نظر می‌رسید دهانه‌های ماه را پر کرده‌اند.

## علایق شخصی
ماریا لوئیزا کراوفورد برای اولین بار به علوم زمین علاقه‌مند شد زمانی که برای تکمیل الزامات گزینه علمی خود در کالج برین ماور یک کلاس مقدماتی زمین‌شناسی را گذراند.
این علاقه ایجاد شده باعث شد که او زندگی خود را به حوزه علوم زمین اختصاص دهد. در سال ۱۹۶۰،کراوفورد یک سال مرخصی بین دوره‌های کارشناسی و تحصیلات تکمیلی خود گرفت که در این مدت به نروژ سفر کرد. این معرفی به سفر، شور و شوقی مادام‌العمر در او به وجود آورد که او را به مطالعه مناطق دورافتاده آلاسکا و بریتیش کلمبیا سوق داد.
پس از بازگشت به تحصیلات تکمیلی، کراوفورد با همسر آینده‌اش، زمین‌شناس ویلیام ای. کراوفورد آشنا شد. این دو در زمان تحصیلات تکمیلی با یکدیگر ازدواج کردند و در کالج برین ماور به تدریس زمین‌شناسی مشغول شدند.
علیرغم بازنشستگی از کالج برین ماور در سال ۲۰۰۶، کراوفورد همچنان عضو فعال جامعه علوم زمین باقی مانده است. شور و شوق او برای سفر و زمین‌شناسی باعث شده که به همکاری با گروه‌های مدرسه‌ای و دانشجویان کارشناسی ادامه دهد. او امروزه اغلب با گروه‌های دانشجویی به کشورهای مختلف سفر می‌کند تا زمین‌شناسی را مطالعه کند.
ماریا لوئیزا کراوفورد همچنین از مدافعان بزرگ زنان در حوزه علم است. او و همسرش بورسیه کمپ میدانی کراوفورد را بنیان‌گذاری کردند که توسط انجمن زنان زمین‌شناس به زنانی که حرفه خود را در علوم زمین دنبال می‌کنند، اهدا می‌شود.
به عنوان یکی از معدود زنان در حوزه خود، کراوفورد دشواری‌های کار در یک حرفه تحت سلطه مردان را درک می‌کند و از تجربه حرفه‌ای خود برای راهنمایی و باز کردن درهای موفقیت برای زنان جوان استفاده می‌کند.

## تحصیلات
همان‌طور که پیش‌تر اشاره شد، ماریا لوئیزا کراوفورد ابتدا در کالج برین ماور در پنسیلوانیا تحصیل کرد، جایی که یک کلاس زمین‌شناسی را به عنوان یک گزینه گذراند و متوجه شد که واقعاً از آن لذت می‌برد، بنابراین در نهایت رشته اصلی خود را به زمین‌شناسی تغییر داد.
در سال ۱۹۶۰، کراوفورد با مدرک کارشناسی هنر در زمین‌شناسی از کالج برین ماور فارغ‌التحصیل شد. در سال ۱۹۶۰–۱۹۶۱، او با فلوشیپ فولبرایت در دانشگاه اسلو در نروژ فعالیت کرد، پیش از آن که تحصیلات تکمیلی خود را آغاز کند.
در حالی که در نروژ بود، او همچنین در یک موزه کار کرد و به مطالعات کانی‌شناسی کمک کرد. کراوفورد از تحصیلات تکمیلی خود به دلیل امکان یادگیری و تمرکز بر سنگ‌شناسی دگرگونی، لذت می‌برد.
در سال ۱۹۶۵، او دکترای خود را از دانشگاه کالیفرنیا، برکلی دریافت کرد. مدت کوتاهی پس از آن، او به عنوان استاد زمین‌شناسی در کالج برین ماور منصوب شد و در سال‌های ۱۹۸۵–۱۹۹۲ به عنوان استاد برجسته زمین‌شناسی ویلیام آر. کنان جونیور نامگذاری شد.

## حرفه
در طول حرفه ۴۰ ساله‌اش، ماریا لوئیزا کراوفورد ۶۸ مقاله جداگانه در مجلات مختلف نوشت. زمینه تحقیقاتی او در طول حرفه‌اش چندین بار تغییر کرد. با این حال، عمده کارهای کراوفورد بر درک فرآیندهای زمین‌شناسی گذشته مرتبط با پوسته زمین متمرکز بود.
دوره‌ای از زمان وجود داشت که کراوفورد علاقه زیادی به سنگ‌شناسی ماه پیدا کرد. او در مطالعه چندین سنگ ماه که طی ماموریت‌های آپولو به زمین آورده شده بودند، شرکت داشت. با مطالعه این سنگ‌ها، او توانست تعیین کند که در بخشی از تاریخ ماه، شهاب‌سنگ‌های بزرگ به سطح آن برخورد کرده و باعث ایجاد گدازه‌های سیلابی شده‌اند.
کاری که او با سنگ‌های ماه انجام داد، همچنان در مطالعات قمری تا به امروز ذکر می‌شود.
در مراحل بعدی حرفه‌اش، ماریا لوئیزا کراوفورد در مطالعه ACCRETE که در آلاسکا و بریتیش کلمبیا انجام شد، شرکت داشت. این مطالعه تغییری از کار قبلی او بر روی سنگ‌شناسی ماه بود. این بار او در حال مطالعه برخورد قاره‌ای بود.
این پژوهش بخشی از یک مطالعه بزرگ‌تر بود که نحوه تشکیل یک قاره کاملاً جدید از طریق یک سری برخورد بین قطعات قاره‌ها را شرح می‌داد. به‌طور کلی، جامعه زمین‌شناسی این مطالعه ACCRETE را پذیرفت و تحسین کرد.